# クリサリス・グループ
クリサリス・グループ (Chrysalis Group) は、会長であるクリス・ライトと、テリー・エリスが創設した、イギリスのメディア企業。ライトは、2009年の「サンデー・タイムズ・リッチ・リスト」 (Sunday Times Rich List 2009) で名前の上がったイギリスの富豪1,000人のひとりであった。もともとテレビや書籍出版、ラジオなどに関わっていたクリサリスは、事業の焦点を音楽出版、音楽録音、アーティスト・マネジメント、娯楽関係商品の流通などに当てるようになっている。グループの音楽関係部門には、ザ・ヒット・レーベル (The Hit Label)、エコー (Echo)、パピヨン・レコード (Papillon Records) がある。
グループのテレビ関連部門は2003年にオール3メディア (All3Media) に売却された。クリサリス・レコードは1991年にEMIに売却され、クリサリス傘下だった音楽出版社クリサリス・ミュージックは2010年9月にBMGライツ・マネジメントが取得した。2012年にはユニバーサル ミュージック グループ (UMG) がEMIを吸収した。その後、クリサリスのレーベルは、ワーナー・ミュージック・グループ (WMG) が買収した。WMGは、クリサリス・ブックス・グループ (Chrysalis Books Group) を傘下のインプリントであるバッツフォード・ブックス (Batsford Books)、ロブソン・ブックス (Robson Books) ともどもマネジメント・バイアウトで手放し、アノヴァ・ブックス（Anova Books：その後、パビリオン・ブックスと改称）が2005年に独立した。2007年には、クリサリス・ラジオ (Chrysalis Radio) が、1.7億ポンドでグローバル・ラジオ（Global Radio：後のグローバル）に売却された。
かつてクリサリスが所有していた過去の録音は、二分され、アメリカ合衆国関係のカタログをUMG傘下のキャピトル・レコードが所有し、それ以外をブルー・レインコート・ミュージック (Blue Raincoat Music) が所有しているが、後者にはスージー・クアトロ、スティーヴ・ハーレイ&コックニー・レベル、アスリート、ファン・ラヴィン・クリミナルズなどの過去の録音が含まれている。ブルー・レインコート・ミュージックが、WMGからクリサリスを買ったのは、2016年5月であった。